# فهد الحريري
فهد رفيق الحريري (1981 -)، ابن رئيس وزراء لبنان الأسبق رفيق الحريري من زوجته نازك الحريري وأخ رئيس وزراء لبنان سعد الدين الحريري. يحتل رقم 21 من بين أغنياء العرب ضمن قائمة مجلة فوربس لعام 2010.

## الجوائز والتكريم
- 79# في قائمة "العرب الأكثر تأثيرا تحت سن الأربعين"، أريبيان بزنس، 2015[4]

## الحياة الشخصية
متزوج من مايا الحريري وله ثلاثة أولاد.